# Alina Bronsky
Alina Bronsky (pseudônimo)  é uma escritora alemã nascida na Rússia. Seus livros foram publicados em mais de 15 países, incluindo Estados Unidos e Itália, tanto em formato impresso quanto em áudio. Seu romance de estreia Scherbenpark (2008), ou Broken Glass Park (2010), recebeu ampla aclamação da crítica.

## Vida
Bronsky nasceu em 1978 em Yekaterinburg, Rússia Soviética, cidade industrial no sopé dos Montes Urais na Rússia central, e passou sua infância em Marburg e Darmstadt . Depois de abandonar a faculdade de medicina, Bronsky trabalhou como redatora publicitária e editora de jornais. Alina Bronsky é viúva e mora com o namorado, o ator Ulrich Noethen, em Berlim. Ela tem três filhos do primeiro casamento e, desde agosto de 2013, uma filha com Noethen. Bronsky disse que se vê como duas pessoas separadas: o eu falante de alemão lida com seus assuntos profissionais e ocupacionais, enquanto o eu falante de russo lida com questões familiares e emocionais. Ela estabeleceu um pseudônimo para facilitar essa persona.

## Obras
As obras de Alina Bronsky foram gerenciadas por conhecidos agentes literários de Frankfurt. Quando terminou seu primeiro romance, ela enviou um e-mail a três professores, e todos os três solicitaram o manuscrito. Dois deles finalmente concordaram com a publicação, o que significa um reconhecimento precoce verdadeiramente excepcional nos dias de hoje.

## Temas principais
As características da prosa de Bronsky levaram muitos críticos a atribuí-la ao grupo literário da “virada oriental” na literatura alemã, sucedendo o que às vezes foi chamado de “virada turca” – uma literatura distintamente preocupada com “uma literatura alemã vibrante e internacionalizada ganhando novo ímpeto de se reconectar com seus vizinhos orientais após as divisões da Guerra Fria." Embora a experiência migratória e o amadurecimento não sejam seus únicos focos, Bronsky se diz parte desse fenômeno, privilegiando a "dupla perspectiva, condicionada por suas experiências de mudança histórica em suas antigas pátrias e a busca de identidade no novo". Tendo experimentado a vida em uma comunidade pequena e periférica, sofrendo de desvantagem econômica, deslocamento cultural e marginalização lingüística, ela mesma admite se valer parcialmente das próprias experiências.

## Livros
- Scherbenpark. Roman, Kiepenheuer & Witsch, Köln 2008,ISBN 978-3-462-04030-2 . (Auch als Hörbuch,ISBN 978-3-86610-560-7 )
- Parque do Vidro Quebrado. Trad. por Tim Mohr . Edições Europa, Nova York. (30 de março de 2010),ISBN 978-1-93337-296-9
- Die schärfsten Gerichte der tatarischen Küche. Roman, Kiepenheuer & Witsch, Köln 2010,ISBN 978-3-462-04235-1
- Os Pratos Mais Gostosos da Cozinha Tártara. Trad. por Tim Mohr . Edições Europa, Nova York. (26 de abril de 2011),ISBN 978-1-60945-006-9
- Spiegelkind. Jugendbuch, Arena Verlag, Würzburg 2012,ISBN 978-3-401067988
- Apenas me chame de super-herói. Trad. por Tim Mohr . Edições Europa, Nova York. (4 de novembro de 2014),ISBN 978-1-60945-229-2
- Baba Dunjas letzte Liebe. Köln : Kiepenheuer & Witsch, 2015, 1. Aufl.
- Und du kommst auch drin vor. Romano. dtv, Munique 2017,ISBN 978-3-423-76181-9 .
- Nenn mich einfach Superheld. Köln : Kiepenheuer & Witsch, 2015, 1. Aufl.
- Ditja zerkala: Moscou : Clever Izdat., 2014, Literaturno-chudožestvennoe izd.
- Apenas me chame de super-herói. Nova Iorque : Europa Ed., 2014
- Mein Bruder soll nicht Pepsi heißen. Francoforte, M. : Hansisches Dr.- und Verl. -Haus, 2014
- Najljuća jela Tatarske kuhinje. Zagreb : Nakl. Ljevak, 2014.
- Exilado. Milão : Corbaccio, 2014.
- Rozbité zrcadlo. Praga : CooBoo, 2014, 1. vyd.
- O wraak de Sasja. breda : Geus, 2014
- Scherbenpark. – Estugarda : Klett Sprachen [Mehrteiliges Werk] Teil: [Hauptbd.]., 2014.
- Scherbenpark. Munster : Spaß-am-Lesen-Verl., 2014
- Spiegelkind. Wurtzburgo : Arena, 2014, 1. Aufl. como Sonderausg. V
- Cam kırıkları parkı. Kadıköy, Istambul : İthaki, 2013, 1. Baskı
- Spiegelriss. Wurtzburgo : Arena, 2013, 1. Aufl.
- Cozinha tatare et descendance. arles : Actes Sud, 2012, 1. ed.
- De allerbeste oma van de weld en de beste moeder, echtgenote, gastvrouw en mooiste vrouw óóit (volgens haarzelf). breda : Geus, 2012
- I piatti più piccanti della cucina tatara. Roma : Ed. eo, 2011
- Los platos más picantes de la cocina tártara. Madri : Ed. Siruela, 2011
- Nejostřejší pokrmy tatarské kuchyně. BRONSKI, Alina. – Bruno : Jota, 2011, Vyd.
- Parque rozbitków. Para correr : C&T, 2011, Wyd. 1
- Parḳ ha-resisim. Ou Yehudah : Kineret, 2011
- Sascha. Buenos Aires : Blatt & Rios, 2011
- Os pratos mais quentes da cozinha tártara. Nova York, NY : Europa Ed., 2011
- Parque de vidro quebrado. Nova York, NY : Europa Ed., 2010
- A vingança de Sasha. Roma : Ed. eo, 2010